# Wilhelm Schritt
Wilhelm Schritt (* 1. November 1892 in Michailowka im Gouvernement Jekaterinoslaw (heute: Rajon Dnipro, Ukraine); † 24. Dezember 1975 in Wetaskiwin, Alberta, Kanada) war ein baptistischer deutscher Politiker (DDP, KPD, VdgB und CDU). Er war von 1946 bis 1949 Landtagsabgeordneter in Mecklenburg.

## Leben
Wilhelm Schritt entstammte einer bäuerlichen Familie. Sein Vater war der ursprünglich aus Rückenau, einer Landgemeinde im westpreußischen Kreis Marienburg, stammende Landwirt Jacob Schritt (1864–1935). Seine Mutter Emilie, geborene Schulkowski (1865–1958), war gebürtig aus Plukow in der heutigen Ukraine. Wilhelm war der drittälteste von insgesamt acht Kindern (sieben Söhne und eine Tochter). Wie sein Vater und seine Brüder gehörte er den Baptisten an.
Wilhelm Schritt besuchte bis 1902 die deutsch-russische Schule in der Ukraine und später die Volksschule in Deutschland. Nach landwirtschaftlicher Lehre und Tätigkeit leistete er 1912 seinen Militärdienst ab und wurde Soldat im Ersten Weltkrieg. Schritt fand eine Anstellung im neu gegründeten Regierungsbezirk Allenstein Ostpreußens. Er war bis 1924 bei der Landesgrenzpolizei und bis 1928 bei der Kriminalpolizei tätig. 1928 schied Schritt krankheitsbedingt aus dem Staatsdienst aus und übernahm die Leitung der Geschäftsstelle der DDP in Allenstein.
Aus Akten des Niedersächsischen Landesarchivs geht hervor, dass er sich 1929 als Bauer in Schmellenthin bei Stettin niederließ. Er war Mitglied der Baptistengemeinde Stettin und gehörte zeitweise auch deren Vorstand an. Politisch engagierte sich Schritt als Ratsmann der DDP in der Stadt Gilgenburg, war außerdem Provinzial-Landtagsabgeordneter der DDP und seit 1932 Mitglied im Reichssiedlungsausschuss. Schon kurz nach der nationalsozialistischen Machtergreifung geriet er in Gegensatz zum politischen System. Im Jahr 1935 wurde Wilhelm Schritt zu einer Gefängnisstrafe von zwei Monaten verurteilt, die er vom 25. Oktober bis zum 25. Dezember 1935 im Gerichtsgefängnis Stettin absaß. Auf Betreiben des örtlichen Bürgermeisters wurde er am 28. August 1943 von der Gestapo verhaftet, nach Stettin verbracht, dort verhört und vom Stettiner Sondergericht am 17. Januar 1944 zu acht Monaten Gefängnis „wegen politischer Unzuverlässigkeit und Staatsgefährdung“ verurteilt, die er im Zuchthaus Gollnow und im Gerichtsgefängnis Stargard verbüßte. Angerechnet wurde dabei die Untersuchungshaft im Stettiner Gefängnis.
Im Oktober 1945 wurde Schritt aus Ostpreußen vertrieben. Er floh ins vorpommersche Demmin, erhielt Bodenreformland, schloss sich im Dezember 1945 der KPD an und wurde nach der Zwangsvereinigung von SPD und KPD Mitglied der SED. Als gelernter Bauer wurde er zum Vorsitzenden des Kreiskomitees der Vereinigung der gegenseitigen Bauernhilfe (VdgB) gewählt, die die Not der Neubauern lindern sollte und sich als politischer Wurmfortsatz der SED erwies. Schritt zog auf der Liste der VdgB 1946 in den Landtag Mecklenburg-Vorpommern ein. Die SED war jedoch bald unzufrieden mit ihm, da er sich als „bäuerlicher Interessenvertreter“ zeigte und die Bauern angeblich gegen SED und Besatzungsbehörden aufgehetzt hatte. Sie verhinderte seine Wiederkandidatur als VdgB-Kreisvorsitzender 1947. Daraufhin trat Schritt 1948 zur CDU über. Weil Schritt sich der CDU-Fraktion im Landtag anschloss, verlor die VdgB ein Landtagsmandat. Als sich der Verfolgungsdruck zuspitzte, floh Schritt in die Bundesrepublik.
Seinen Lebensabend verbrachte Wilhelm Schritt ab 1970 in Kanada, wo er 1975 verstarb. Sein Grab befindet sich auf dem baptistischen Friedhof in Wetaskiwin (Kanada).

## Familie
Wilhelm Schritt heiratete am 4. November 1920 Johanna Emma Duscha (1898–1979). Aus der Ehe gingen fünf Töchter hervor: Eva Maria (1922–2018), Elisabeth Dorothea (1924–1996), Johanna Edelgard (1927–1928), Edeltraut Ursula (1932–2001) und Ruth Gisela (* 1929). Das Ehepaar wohnte die letzten Jahre ihres Lebens im Haus ihrer jüngsten Tochter Edeltraut Ursula (verheiratete Green) in Wetaskiwin.

## Veröffentlichungen (Auswahl)
- Zum Tode von Dr. Max Slawinsky. In: Zeitschrift Die Gemeinde, Nr. 41/10. Oktober 1971. J. G. Oncken Nachf.: Kassel, 1971. S. 2